# 金宇高嶺土化工
大同煤業金宇高嶺土化工有限公司，簡稱金宇高嶺土化工，大同煤礦集團公司和大同煤業股份聯營公司。
是在2009年由大同煤矿集团公司、中国中煤能源集团公司、河北港口集团有限公司、中国华能集团公司、上海宝钢国际经济贸易总公司、大同同铁实业发展集团有限责任公司、煤炭科学研究总院，以及大同市地方煤炭集团公司組成。主要業務生产、研发超细高岭土高端產品。董事長及總經理為劉佔鳴。

## 連結
- 大同煤業金宇高嶺土化工有限公司 （页面存档备份，存于）